# Ellen Taaffe Zwilich
Ellen Taaffe Zwilich (* 30. April 1939 in Miami, Florida) ist eine US-amerikanische Violinistin und Komponistin. Sie erhielt 1983 als erste Frau den Pulitzer-Preis in Musik.

## Leben
Ellen Taaffe Zwilich begann im Alter von 17 Jahren ein Studium an der Florida State University. Nachdem sie 1960 den Grad des Bachelor of Music erlangte, schloss sie 1962 das Studium dort mit Master of Music ab. Anschließend zog sie nach New York studierte bei Ivan Galamian Violine und spielte sieben Jahre im 1962 von Leopold Stokowski gegründeten American Symphony Orchestra. Erste größere Aufmerksamkeit als Komponistin erhielt sie 1973, als ihr Werk Symposium von Pierre Boulez dirigiert. wurde. Im Jahr 1975 absolvierte Ellen Taaffe Zwilich als erste Frau ihre Promotion zum Dr. mus. in Komposition an der Juilliard School of Music. Zu ihren Lehrern zählen John Boda, Elliott Carter und Roger Sessions. Im Jahr 1983 erhielt sie als erste Frau den Pulitzer-Preis in Musik für ihr Werk Three Movements for Orchestra (Symphony No. 1). In der Folge erhielt sie zahlreiche Preise und Ehrungen: den Academy Award der American Academy of Arts and Letters, den Elizabeth Sprague Coolidge Chamber Music Prize, den Arturo Toscanini Music Critics Award, die Ernst von Dohnányi Citation, den NPR and WNYC Gotham Award für Beiträge zum musikalischen Leben New Yorks, ein Guggenheim-Stipendium und vier Grammy-Nominierungen, den Alfred I. Dupont Award, den Miami Performing Arts Center Award, die Goldmedaille im Giovanni-Battista-Viotti-Wettbewerb. Zwischen 1995 und 1999 war sie die erste Inhaberin des Composer’s Chair an der Carnegie Hall. 1999 war sie Musical America’s ‚Composer of the Year‘. Sie ist Mitglied der American Academy of Arts and Letters (seit 1992) und der American Academy of Arts and Sciences (seit 2004) und wurde in die American Classical Music Hall of Fame und die Florida Artists Hall of Fame gewählt. Zurzeit hat sie die Francis Eppes Distinguished Professorship der Florida State University inne.
Sie war mit dem Geiger Joseph Zwilich (1919–1979) verheiratet.

## Werke (Auswahl)
- Symposium (1973). Das Werk wurde vom Juilliard Orchestra unter Pierre Boulez uraufgeführt.[7]
- String Quartet (1974). Das Werk wurde 1976 bei den ISCM World Music Days in Boston uraufgeführt.[8]
- Chamber Symphony (1979) für sechs Instrumente: Flöte, B-Klarinette, Violine, Viola, Cello und Klavier. Zwilich schrieb das Stück für das Ensemble Boston Musica Viva und den Dirigenten Richard Pittman, die das Werk kurz nach seiner Vollendung im November 1979 uraufführten, kurz nach dem Tod ihres Mannes Joseph Zwilich.[2] Eingespielt wurde das Werk von Jack Griffin (Viola), Peter McHugh (Violine), Norton Morozowicz (Querflöte), Megumi Ohkubo (Cello), Naomi Oliphant (Klavier) und Hakan Rosengren (Klarinette) unter der Leitung von Albert-George Schram.
- Three Movements for Orchestra (Symphony No. 1) (1982). Auftragswerk des American Composers Orchestra und des National Endowment for the Arts. Uraufführung unter Gunther Schuller. Pulitzer-Preis 1983.[9]
- Prolog and Variations for String Orchestra (1984). Auftragswerk der Chattanooga Symphony, die es unter Richard Cormier uraufführte.[10]
- Celebration – Overture for Orchestra (1984) Das Werk wurde 1986 vom Indianapolis Symphony Orchestra unter John Nelson (* 1941) eingespielt.
- Concerto Grosso (1985) Das Werk wurde von den Washington Friends of Handel anlässlich von Händels 300. Geburtstag in Auftrag gegeben und basiert auf dem ersten Satz von Händels Violinsonate D-Dur (HWV 371, op.1,13), der im ersten und letzten Satz von Zwilichs Werk zitiert wird. Zwilichs Werk wurde am 9. Mai 1986 vom Handel Festival Orchestra unter der Leitung von Stephen Simon uraufgeführt.[11]
- Symphony No. 2 „Cello“ (1985)
- Images for 2 Pianos and Orchestra (1986) Das Werk ist ein Auftragswerk des National Museum of Women in the Arts zur Eröffnung der Dauerausstellung in Washington DC. Die Uraufführung fand am 27. März 1987 statt. Es spielten Leanne Rees und Stephanie Stoyanoff mit dem National Symphony Orchestra unter Fabio Mechetti. Zwilich widmete das Werk Wilhelmina Holladay der Gründerin des Museums. Die Sätze beziehen sich auf Bilder des Museums: I Opening (Selbstporträt 1917 von Alice Bailly) II La Poupée Abandonnée (1921) von Suzanne Valadon III Iris, Tulips, Jonquils and Crocuses (1969) von Alma Thomas (1891–1978) IV Bacchus No. 3 (1978) von Elaine de DeKooni V Spiritualist (1973) von Helen Frankenthaler. Das Werk wurde von den Pianisten Read Gainsford und Heidi Louise Williams mit dem Florida State University Symphony Orchestra unter Alexander Jiménez beim Label Naxos eingespielt.[4]
- Klaviertrio (1987) I Allegro con brio II Lento III Presto. Das Werk ist ein Auftragswerk zum zehnjährigen Bestehen Kalichstein-Laredo-Robinson Trios.
- Concerto für Bassposaune, Streicher, Pauken und Becken (1989) Zwilich vollendete das Werk am 25. Mai 1989. Sie komponierte das Werk für den Bassposaunisten des Chicago Symphony Orchestra Charles Vernon. Dieser spielte das Werk mit dem Michigan State University Orchestra unter der Leitung von Leon Gregorian. Die Aufnahme wurde 2000 beim Label Koch International veröffentlicht. I Andante con moto. II Largo. III Vivace[12]
- Concerto für Flöte und Orchester (1989) Doriot Anthony Dwyer (* 1922) spielte das Werk im Februar 1992 mit dem London Symphony Orchestra unter James Sedares (* 1956) in den Abbey Road Studios ein. I Alquanto Largo II Lento espressivo III Allegro
- Symphony for Winds (1989)
- Concerto für Oboe und Orchester (1990) Zwilich komponierte das Concerto als Auftragswerk für John Mack, den ersten Oboisten des Cleveland Orchestras, den Dirigenten Christoph von Dohnanyi, die Musical Arts Association und Freunde John Macks. Anlass war das 25. Jubiläum Macks als Erster Oboist des Cleveland Orchestras. Mack spielte das Werk mit dem Louisville Orchestra unter der Leitung von James Sedares ein. Diese Aufnahme wurde 1995 bei Koch International veröffentlicht.
- Double Concerto for Violin, Cello and Orchestra (1991)
- Symphony No.3 (1992). Das Werk wurde von den New Yorker Philharmonikern zur Feier ihres 150-jährigen Bestehens in Auftrag gegeben. Es wurde am 25. Februar 1993 von den New Yorker Philharmonikern unter Jahja Ling (* 1951) uraufgeführt, der den plötzlich erkrankten Kurt Masur vertrat.[13]
- Concerto für Fagott und Orchester (1992) Das Auftragswerk des Pittsburgh Symphony Orchestras wurde von diesem Klangkörper unter der Leitung von Lorin Maazel und der Fagottistin Nancy Goeres am 13. Juni 1993 uraufgeführt und bei New World Records eingespielt und am 15. Oktober 1996 veröffentlicht. I Maestoso II Allegro molto
- Concerto für Horn und Orchester (1993) Das Concerto ist ein Auftragswerk des Bravo! Colorado Music Festival in Vail, dem Rochester Philharmonic Orchestra, dem Orpheus Chamber Orchestra und dem französischen Hornisten David Jolley. Die Uraufführung fand am 1. August 1993 in Vail statt. Es spielten Jolley und das Rochester Philharmonic Orchestra unter der Leitung von Lawrence Leighton Smith (1936–2013).[14]
- „American Concerto“ for Trumpet and Orchestra (1994) Zwilich schrieb das Werk für Doc Severinsen. Es ist ein Auftragswerk des California Center for the Arts, Escondido, dem San Diego Symphony Orchestra, dem Virginia Symphony Orchestra, dem Buffalo Philharmonic Orchestra und Doc Severinsen. Es wurde am 24. September 1994 von Doc Severinsen und dem San Diego Symphony Orchestra unter der Leitung von JoAnn Falletta uraufgeführt. Philip Smith spielte das Werk 2015 mit dem New York Philharmonic Orchestra unter der Leitung von Bramwell Tovey (1953–2022) ein.
- Triple Concerto for Violin, Violoncello, Piano and Orchestra (1995) Das Werk ist ein Auftragswerk des Minnesora Orchestra und dem New Jersey Symphony Orchestra für das Kalichstein-Laredo-Robinson Trio.
- Peanuts Gallery for Piano and Chamber Orchestra (1996) Das Werk ist ein Auftragswerk der Carnegie Hall für das Orpheus Chamber Orchestra Mit dem Solisten Albert Kim wurde es am 22. März 1997 dort vom Orchester aufgeführt wurde vom Pianisten Jeffrey Biegel und dem Florida State University Symphony Orchestra unter Alexander Jiménez beim Label Naxos eingespielt. I Schroeder’s Beethoven Symphony (Zwilich verwendet ein Motiv aus der Hammerklaviersonate) II Lullaby for Linus (Zwilich verwendet das Thema Guten Abend, Gut’ Nacht) III Snoopy does the Samba IV Charlie Brown's Lament V Lucy Freaks Out VI Peppermint Patty and Marcie Lead the Parade[4]
- Concerto for Violin and Orchestra (1997) Das Auftragswerk der Carnegie Hall wurde unter der Leitung von Hugh Wolff und der Solistin Pamela Frank uraufgeführt.[15]
- Symphony No. 4 „The Gardens“ for Chorus, Children's Chorus and Orchestra (1999)
- Millennium Fantasy for Piano and Orchestra (2000) Das Werk war ein Auftragswerk von Jeffrey Biegel und einem Konsortium von 27 Orchestern. Die Uraufführung fand am 22. September 2000 statt. Es spielte Biegel mit dem Cincinnati Symphony Orchestra unter Jésus López-Cobos. Der Bürgermeister von Cincinnati proklamierte am 23. September 2000 den Ellen Taaffe Zwilich Day. Biegel spielte es mit dem Florida State University Symphony Orchestra unter Alexander Jiménez beim Label Naxos ein.[4]
- Clarinet Concerto for Solo-Clarinet and Large Chamber Ensemble or Orchestra (2002) Zwilich erhielt den Auftrag für ein Klarinettenkonzert für David Shifrin vom Arlene and Milton D. Berkman Philanthropic Fund. Sie schrieb den zweiten Satz Elegy: September 11 unter den Eindrücken der Terroranschläge am 11. September 2001. Das Werk existiert in zwei Fassungen, eine Version für Kammerensemble und eine für Orchesterversion. Die Version für Kammerensemble wurde am 20. Oktober 2002 Music Society of Lincoln Center und David Shifrin uraufgeführt, die Orchesterfassung am 2. November 2002 mit David Shifrin und dem Buffalo Philharmonic Orchestra unter JoAnn Falletta.
- Rituals for five Percussionists and Orchestra (2002)
- Episodes for Soprano Saxophone and Piano (2007)
- Symphony No. 5 (Concerto for Orchestra) (2008) Das Werk wurde vom Juilliard Orchestra unter James Conlon in der Carnegie Hall uraufgeführt.[4]
- Septett für Klaviertrio und Streichquartett (2009) Das Werk wurde vom Kalichstein-Laredo-Robinson Trio und dem Miami String Quartet uraufgeführt.[4]
- Avanti! Fanfare for Jerry (2010) Das Werk wurde am 3. Februar 2011 vom Seattle Symphony Orchestra unter Gerard Schwarz uraufgeführt.
- Commedia dell'Arte für Solovioline und Streichorchester (2012) I Arlechinno II. Columbina III. Il Capitano IV. Cadenza and Finale. Das Werk ist ein Auftragswerk für Nadja Salerno-Sonnenberg (* 1961) und das New Century Chamber Orchestra, die es am 10. Mai 2012 uraufführten.
- Concerto elegia für Flöte und Streichorchester (2015) Die Uraufführung fand am 15. April 2015 in der Gusman Concert Hall der University of Miami in Coral Gables von Trudy Kane und dem Frost Symphony Orchestra unter Thomas Sleeper (* 1956) uraufgeführt. I Elegy II Soliloquy III Epilogue
- Pas de Trois für Klaviertrio (2016) Das Werk ist ein Auftragswerk von Ann und Harry Santen zum vierzigjährigen Bestehen des Kalichstein-Laredo-Robinson Trios und wurde vom Ensemble am 18. September 2016 uraufgeführt. I Entrée II Variata e Coda
- Celestial Dance, Ballett (2017) Das Ballett ist ein Auftragswerk für The Tallahassee Ballet und The Tallahassee Youth Orchestra. Die Uraufführung fand am 6. Mai 2017 in der Ruby Diamond Concert Hall in Tallahassee statt.[1]

## Trivia
- Charles M. Schulz setzte Zwilich am 13. Oktober 1990 ein Denkmal in der Comicserie Peanuts. In dieser Folge steht Peppermint Patty bei einer Aufführung von Ellen Taaffe Zwilichs Concerto for Flute auf ihren Sitz und ruft „Good going, Ellen!“.[1][4] Seither verbindet beide ein freundschaftliches Verhältnis. So schrieb sie als Anerkennung für Charles M. Schulz 1996 Peanuts Gallery for Piano and Chamber Orchestra, eine familienfreundliche Einführung in ernste Musik. Das Werk beinhaltet musikalische Porträts der Charaktere der Comicserie um Charlie Brown und ist eines ihrer populärsten. Die preisgekrönte Dokumentation des Public Broadcasting Service PBS über eine Aufführung durch das Florida State University Symphony Orchestra wurde mehrere Male landesweit ausgestrahlt.[1] In der Folge vom 16. März 1997 diskutiert Schroeder mit Lucy über Peanuts Gallery.[4]